# Western Freeway (Victoria)
Der  Western Freeway ist eine Autobahn im Süden des australischen Bundesstaates Victoria. Er verbindet den Western Highway in Barrumbeet, 22 km nordwestlich von Ballarat, mit der Western Ring Road in Derrimut (Melbourne). Der Western Freeway ist als NM8 ausgezeichnet und gehört, wie der Western Highway, zum nationalen Highwaynetz Australiens.
Später soll der Freeway nach Westen bis nach Ararat, vielleicht sogar bis nach Stawell verlängert werden.
Der Western Freeway ersetzt und umgeht die meisten Teile des alten Western Highway auf seiner Strecke. Die alten Teile des Western Highway, die noch neben dem Freeway existieren, erhielten die Nummern C801, C802, C803, C804 und C805, bzw. (in den Vororten von Melbourne) Metroad 8.

## Ortsumgehung von Deer Park

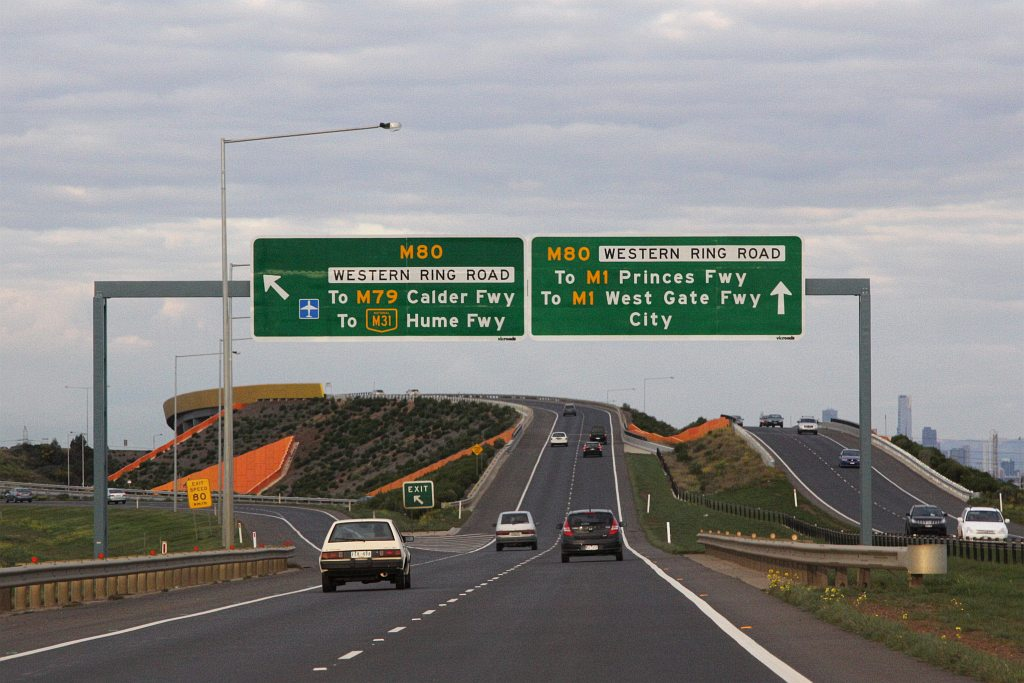
Auf der Ortsumgehung von Deer Park Richtung Osten zur Kreuzung mit der Western Ring Road

Die Umgehung von Deer Park, einem westlichen Vorort von Melbourne, wurde am 5. April 2009 dem Verkehr übergeben. Er verbindet den Western Freeway in Ravenhall mit der Western Ring Road in Derrimut. Dieses 9,3 km lange Stück Stadtautobahn kostete AU-$ 333 Mio. einschließlich der höhenfreien Anbindung der Leakes Road in Rockbank.

### Geschichte
Die Aufgabe dieser Stadtautobahn ist die Entlastung der Ballarat Road in Melbourne, die zur Western Ring Road führt. Wegen des starken Bevölkerungswachstums in Deer Park und Sunshine (ca. 8,7 %) und den sieben Ampelkreuzungen zwischen der Western Ring Road und dem Beginn des Western Freeway kam es immer wieder zu frustrierend langen Wartezeiten auf dieser Strecke, die täglich von 70.000 Fahrzeugen, davon 10 % Lastwagen, befahren wird.
Die Umgehung wurde bereits seit der Fertigstellung der Western Ring Road vorgeschlagen, aber wegen zwischen dem Bundesstaat Victoria und dem Commonwealth of Australia ungeklärter Finanzierung verschoben. 2004 kündigte die australische Bundesregierung an, dass die Ortsumgehung von Deer Park als Teil eines Pakets gebaut werden sollte, für das Victoria einen Zuschuss von AU-$ 1,4 Mrd. erhielt. Man nahm an, dass durch die neue Straße die Fahrzeiten um 15 Minuten verkürzt würden.
Der Bau begann im August 2006 und wurde in einem Joint Venture von VicRoads und Leighton Contractors durchgeführt. Der erste Abschnitt wurde im Dezember 2007 dem Verkehr übergeben.
Am 4. März 2009 wurde angekündigt, dass die Umgehung von Deer Park Anfang April 2009 dem Verkehr übergeben werden sollte, mehr als acht Monate vor dem Plantermin.

## Neutrassierung bei Anthony's Cutting

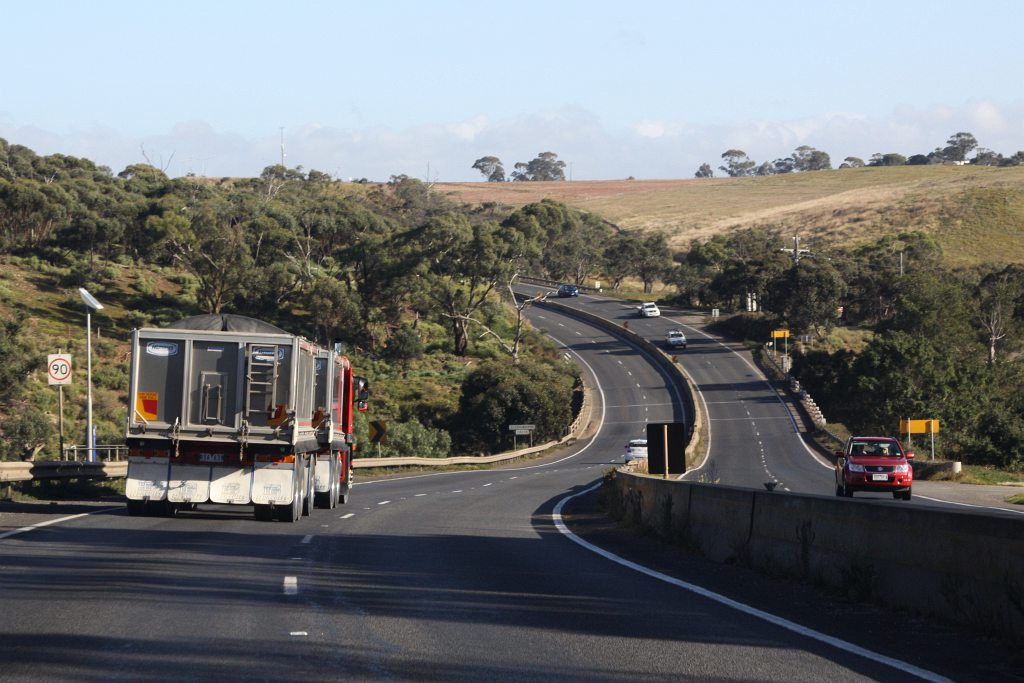
Straße über den Djerriwarrh Creek vor der Neutrassierung bei Anthony's Cutting

Dieser Straßenabschnitt zwischen Bacchus Marsh und Melton war einer der gefährlichsten der gesamten Strecke und entsprach nicht dem modernen Freeway-Standard. Die steilen Anstiege und engen Kurven auf dem 5 km langen Stück führten zu 21 schweren Verkehrsunfällen in nur 5 Jahren bis 2010. Mehr als 29.000 Fahrzeuge, davon mehr als 4.000 Lastwagen, nutzen die Strecke täglich. Die neue Strecke wurde am 27. Juni 2011 dem Verkehr übergeben, 9 Monate vor dem geplanten Zeitpunkt.
Das Projekt umfasste:
- Verlängerung der Woolpack Road von Bacchus Marsh nach Norden bis zu einem neuen Anschluss an den Western Freeway, einschließlich einer Brücke über den Lerderberg River
- Überführung der Bulmans Road über den existierenden Western Freeway.
- Überführung der Hopetoun Road über den neuen Freeway mit Ein- und Ausfahrten Richtung Melbourne
- Neue Brücken für den Freeway über den Djerriwarrh Creek und die Cowans Road, bzw. den Pyrites Creek.

## Geplanter Ausbau

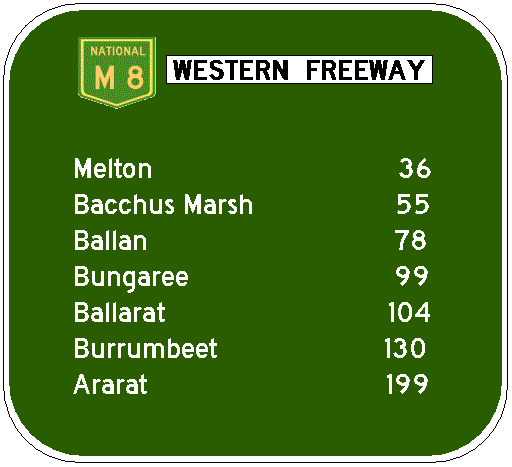
Entfernungen der Städte am Freeway

Es gibt noch viele höhengleiche Kreuzungen am Freeway, insbesondere in der Gegend um Rockbank und bei Woodmans Hill, knapp östlich von Ballarat.
- Ausbau und Verbesserung der Straßenverkehrssicherheit zwischen Rockbank und Melton, finanziert über Auslink 2 (2009–2014)[7].
- Verlängerung nach Westen bis Ararat und vielleicht sogar bis Stawell, auch Teil von Auslink 2.

## Kreuzungen und Anschlüsse
| Western Freeway                                                         |                               |                                |                                                                            |
| Anschlüsse und Kreuzungen Richtung Westen                               | Entfernung nach Adelaide (km) | Entfernung nach Melbourne (km) | Anschlüsse und Kreuzungen Richtung Osten                                   |
| Ende Western Freeway weiter als Western Highway nach Horsham / Adelaide | 586                           | 143                            | Beginn Western Freeway vom Western Highway                                 |
| Wendouree, Ballarat Old Western Highway                                 | 586                           | 143                            | Beginn Western Freeway vom Western Highway                                 |
| EISENBAHNLINIE NACH SOUTH AUSTRALIA                                     | 592                           | 137                            | EISENBAHNLINIE NACH SOUTH AUSTRALIA                                        |
| Avoca, Mildura Sunraysia Highway                                        | 600                           | 129                            | Avoca, Mildura Sunraysia Highway                                           |
| Ballarat, Maryborough Ballarat-Maryborough Road                         | 602                           | 127                            | Maryborough, Ballarat Ballarat-Maryborough Road                            |
| Wendouree, Clunes Gillies Street                                        | 604                           | 125                            | keine Ausfahrt                                                             |
| Geelong, Bendigo Midland Highway                                        | 606                           | 123                            | Bendigo, Geelong Midland Highway                                           |
| Brown Hill, Daylesford Ballarat-Daylesford Road                         | 612                           | 117                            | Daylesford, Brown Hill Ballarat-Daylesford Road                            |
| Ballarat Ballarat-Burrumbeet Road                                       | 614                           | 115                            | keine Ausfahrt                                                             |
| Clarks Road                                                             | 615                           | 114                            | kein Anschluss                                                             |
| Brewery Tap Road                                                        | 617                           | 112                            | Brewery Tap Road                                                           |
| Mount Edgerton Old Melbourne Road                                       | 617                           | 112                            | Mount Edgerton Old Melbourne Road                                          |
| Greene Road                                                             | 618                           | 111                            | kein Anschluss                                                             |
| kein Anschluss                                                          | 619                           | 110                            | Richards Road                                                              |
| Forbes Road / Black Swamp Road                                          | 621                           | 108                            | Black Swamp Road / Forbes Road                                             |
| Bungaree Bungaree-Wallace Road                                          | 624                           | 105                            | Bungaree Bungaree-Wallace Road                                             |
| Bungaree, Creswick Bungaree-Creswick Road                               | 626                           | 103                            | Creswick, Bungaree Bungaree-Creswick Road                                  |
| Wallace, Springbark Bungaree-Wallace Road / Ormond Road                 | 632                           | 97                             | Springbark, Wallace Ormond Road / Bungaree-Wallace Road                    |
| Gordon Brougham Street / Abbington Park Road                            | 637                           | 92                             | Gordon Brougham Street / Abbington Park Road                               |
| Ballan, Daylesford Ballan-Daylesford Road                               | 647                           | 82                             | Daylesford, Ballan Ballan-Daylesford Road                                  |
| BP SERVICE CENTER                                                       | 650                           | 79                             | BP SERVICE CENTER                                                          |
| Ballan Old Melbourne Road                                               | 652                           | 77                             | Ballan Old Melbourne Road                                                  |
| Kyneton Greendale-Myrniong Road                                         | 658                           | 71                             | Kyneton Greendale-Myrniong Road                                            |
| Pentland Hills Pentland Hills Road                                      | 664                           | 65                             | Pentland Hills Pentland Hills Road                                         |
| Pentland Hills Mortons Road / Pentland Hills Road                       | 667                           | 62                             | keine Ausfahrt                                                             |
| keine Ausfahrt                                                          | 669                           | 60                             | Bacchus Marsh Bacchus Marsh Road                                           |
| Geelong, Gisborne Bacchus Marsh-Gisborne Road                           | 671                           | 58                             | Gisborne, Geelong Bacchus Marsh-Gisborne Road                              |
| Bacchus Marsh Bacchus Marsh Road                                        | 676                           | 53                             | Bacchus Marsh Bacchus Marsh Road                                           |
| Hopetoun Park Hopetoun Park Road                                        | 678                           | 51                             | no exit                                                                    |
| Exford, Melton Coburns Road                                             | 684                           | 45                             | Melton, Exford Coburns Road                                                |
| Melton South, Gisborne Ferris Road / Melton Highway                     | 687                           | 42                             | Taylors Lakes, Melton South Melton Highway / Ferris Road                   |
| Mount Cottrell, zur Beattys Road Mount Cottrell Road                    | 689                           | 40                             | zur Beattys Road, Mount Cottrell Mount Cottrell Road                       |
| Paynes Road                                                             | 691                           | 38                             | Paynes Road                                                                |
| Rockbank, Plumpton Leakes Road                                          | 693                           | 36                             | Plumpton, Rockbank Leakes Road                                             |
| Troups Road North                                                       | 696                           | 33                             | Troups Road North                                                          |
| Werribee, Diggers Rest Hopkins Road                                     | 698                           | 31                             | Diggers Rest, Werribee Hopkins Road                                        |
| Mobil SERVICE CENTER                                                    | 698                           | 31                             | Diggers Rest, Werribee Hopkins Road                                        |
| keine Ausfahrt                                                          | 701                           | 28                             | Deer Park, Sunshine Ballarat Road                                          |
| Caroline Springs Christies Road                                         | 702                           | 27                             | keine Ausfahrt                                                             |
| EISENBAHNLINIE NACH SOUTH AUSTRALIA                                     | 705                           | 24                             | EISENBAHNLINIE NACH SOUTH AUSTRALIA                                        |
| Tarneit, Burnside Robinsons Road                                        | 708                           | 21                             | Burnside, Tarneit Robinsons Road                                           |
|                                                                         | 710                           | 19                             | Greensborough, Seymour, Sydney Western Ring Road                           |
| Laverton, Ardeer Fitzgerald Road                                        | 711                           | 18                             | Ende Western Freeway weiter als Western Ring Road nach Melbourne / Geelong |
| Beginn Western Freeway weiter von der Western Ring Road                 | 711                           | 18                             | Ende Western Freeway weiter als Western Ring Road nach Melbourne / Geelong |

## Quelle
- Steve Parish: Australian Touring Atlas. Steve Parish Publishing. Archerfield QLD 2007, ISBN 978-1-74193-232-4, S. 42 u. 45